# 司馬泓
司馬泓（3世纪—293年），《晋书·宗室列传》作司马弘，西晋宗室，安平献王司马孚之孙，太原成王司马辅之子。
太康五年（284年）十一月，司马辅去世。司马泓袭封太原王（治所今山西省太原市）。元康年间为散骑常侍，改封中丘王（治所今河北省内丘县西）。元康三年（293年）十月，司马泓去世。其子司馬鑠袭封中丘王。
| 前任： 司馬辅 | 晋朝太原王 285年－291年? | 繼任： 国除   |
| 前任： 初封   | 晋朝中丘王 291年?－293年 | 繼任： 司馬鑠 |